# Ганген-Вайсгайм
Ганген-Вайсгайм (нім. Hangen-Weisheim) — громада в Німеччині, розташована в землі Рейнланд-Пфальц. Входить до складу району Альцай-Вормс. Складова частина об'єднання громад Воннегау.
Площа — 4,60 км2. Населення становить 441 ос. (станом на 31 грудня 2020).